# Marathon van Amsterdam 1995
De marathon van Amsterdam 1995 werd gehouden op zondag 24 september 1995 in Amsterdam. Het was de twintigste editie van deze marathon.
De wedstrijd bij de mannen werd gewonnen door de Japanner Hisayuki Okawa in 2:14.00. Zowel Luc Krotwaar als Marco Gielen debuteerden op de marathon. Krotwaar finishte als eerste Nederlander in 2:19.41. Marco Gielen gooide op 38 km de handdoek in de ring en stapte uit de wedstrijd.
Bij de vrouwen ging de Nederlandse Agnes Hijman als eerste over de finish. Zij had hierbij een ruime voorsprong op de nummer twee.

## Uitslagen

### Mannen
| rang   | naam               | land | tijd    |
| ------ | ------------------ | ---- | ------- |
| Goud   | Hisayuki Okawa     | JPN  | 2:14.00 |
| Zilver | Kenichi Suzuki     | JPN  | 2:14.26 |
| Brons  | Koji Hirata        | JPN  | 2:16.26 |
| 4      | Aiduna Aitnafa     | ETH  | 2:17.08 |
| 5      | Andrej Kryszcin    | POL  | 2:18.11 |
| 6      | Luc Krotwaar       | NED  | 2:19.41 |
| 7      | Yoshinobu Kitazawa | JPN  | 2:19.49 |
| 8      | Masaaki Iijima     | JPN  | 2:21.39 |
| 9      | Hideyuki Ooe       | JPN  | 2:22.35 |
| 10     | Tesfaye Bekele     | ETH  | 2:23.01 |

### Vrouwen
| rang   | naam           | land | tijd    |
| ------ | -------------- | ---- | ------- |
| Goud   | Agnes Hijman   | NED  | 2:48.57 |
| Zilver | Anny Ketelaars | NED  | 3:01.28 |
| Brons  | Mariska Postma | NED  | 3:13.38 |

1975 ·
1976 ·
1977 ·
1978 ·
1979 ·
1980 ·
1981 ·
1982 ·
1983 ·
1984 ·
1985 ·
1986 ·
1987 ·
1988 ·
1989 ·
1990 ·
1991 ·
1992 ·
1993 ·
1994 ·
1995 ·
1996 ·
1997 ·
1998 ·
1999 ·
2000 ·
2001 ·
2002 ·
2003 ·
2004 ·
2005 ·
2006 ·
2007 ·
2008 ·
2009 ·
2010 ·
2011 ·
2012 ·
2013 ·
2014 ·
2015 ·
2016 ·
2017 ·
2018 ·
2019 ·
2020 ·
2021 ·
2022 ·
2023 ·
2024 ·
2025